# Serendipity (album)
Serendipity è un album del gruppo di rock progressivo italiano Premiata Forneria Marconi (PFM), pubblicato nel 2000. Prodotto da Corrado Rustici. Rispetto al precedente Ulisse presenta sonorità pop-rock più moderne, utilizzo modesto dell'elettronica e diverse sfumature di rock progressivo.

## Tracce
1. La rivoluzione – 3:55 (D. Silvestri, PFM)
2. K.N.A. - Kaleidoscope Neutronic Accelerator – 4:49 (D. Silvestri-PFM, PFM)
3. L'immenso campo insensato – 5:29 (P. Panella, PFM)
4. Nuvole nere – 4:07 (F. Battiato, PFM)
5. Ore – 5:22 (PFM, PFM)
6. Automaticamente – 4:26 (D. Silvestri-PFM, PFM)
7. La quiete che verrà – 4:56 (D. Silvestri-PFM, PFM)
8. Domo Dozo – 3:35 (Pivano, PFM)
9. Polvere – 5:04 (D. Silvestri, PFM)
10. Sono un dio – 4:39 (PFM, PFM)
11. Exit – 2:26 (C. Rustici)

## Formazione
- Flavio Premoli – pianoforte, organo Hammond, synth
- Franco Mussida – chitarre, voce
- Patrick Djivas – basso, synth
- Roberto Gualdi – batteria
- Franz Di Cioccio – voce, percussioni

Altri musicisti
- Fernanda Pivano – voce femminile in Domo Dozo
- Corrado Rustici – chitarra solista (in Exit)